# 三頭山 (徳島県)
三頭山（さんとうやま）は、徳島県美馬市にある山。標高は734.2m。

## 概要
当山は、美馬市の旧美馬郡美馬町中心部の北側に位置する。山内には三頭山デジタルテレビ中継局がある。
三頭山頂から四国一の規模を誇るスカイスポーツ「美馬スカイスポーツ」を楽しむことが出来、吉野川に向けて舞い降りる。かつてハンググライディング日本選手権大会も開かれたことがある。